# Forum démocrate hongrois
Le Forum démocrate hongrois (hongrois : Magyar Demokrata Fórum, prononcé [ˈmɒɟɒɾ ˈdɛmokɾɒtɒ ˈfoːɾum], MDF) est un ancien parti politique hongrois fondé en 1987, ancien membre du Parti populaire européen. De tendance démocrate-chrétien et libéral-conservatrice et miné par une forte déroute électorale, il a laissé place en 2011 à la Communauté démocrate du bien-être et de la liberté.
Le parti était membre de l'Alliance des conservateurs et réformistes européens de 2009 à 2011.

## Histoire
Le Forum démocrate hongroise est créé en 1987 par des opposants au régime communiste. À l'origine du mouvement, une réunion d'intellectuels issus de différentes tendances de l'opposition met en place cette formation qui se veut un instrument de dialogue avec le régime communiste. Alors que le parti unique — le Parti socialiste ouvrier hongrois (Magyar Szocialista Munkáspárt, MSzMP) — ne tolère aucune formation politique dissidente, la création du MDF permet peu à peu l'ouverture politique. Instrument de dialogue, le MDF cherche à faire évoluer le régime communiste tout en restant dans les cadres légaux. 
C'est en 1988, avec la loi sur les associations, que le MDF commence sa mutation pour acquérir, en mars 1989, le statut de parti politique.
Lors des premières élections libres en 1990, son alliance avec le Parti civique indépendant des petits propriétaires et des travailleurs agraires (Független Kisgazda-, Földmunkás- és Polgári Párt, FKgP)) et le Parti populaire démocrate-chrétien (Kereszténydemokrata Néppárt, KDNP) lui permet de recueillir 54 % des voix. József Antall, chef du parti, devient alors premier ministre. 
Le MDF est balayé aux élections suivantes de 1994 qui voient le retour en force du Parti socialiste hongrois (Magyar Szocialista Párt, MSzP). Ne conservant qu'un petit groupe au parlement aux différentes élections législatives se succédant tous les quatre ans, il gouverne avec le Fidesz-Union civique hongroise, le grand parti de droite de 1998 à 2002. 
Le MDF est alors un petit parti conservateur au discours plus modéré que le Fidesz. Au deuxième tour des élections de 2006, il refuse l'alliance avec celui-ci, qualifiant ses positions de populistes et démagogiques.
Le 22 juin 2009, il adhère au groupe des Conservateurs et réformistes européens, un groupe conservateur et antifédéraliste. Il conserve un député au parlement européen.
Le 8 mars 2011, il est dissous et remplacé par la Communauté démocrate du bien-être et de la liberté.